# 小行星5810
小行星5810（英語：5810）是一颗围绕太阳公转的小行星。1988年3月10日，Y. Oshima在静冈县发现了此天体。
这颗小行星的绝对星等为102.44597等。